# Rüfüs Du Sol
Rüfüs Du Sol, стилизованный RÜFÜS DU SOL и ранее известный просто как «Rüfüs» (стилизованный «RÜFÜS») с 2010 по 2018 год, это австралийская группа из Сиднея, состоящая из Тайрона Линдквиста, Джона Джорджа и Джеймса Ханта. Их дебютный альбом Atlas занял первое место в Австралии, а их второй альбом Bloom дебютировал на вершине австралийского чарта альбомов в начале 2016 года. Их сингл «You Were Right» получил премию ARIA Award for Best Dance Release в 2015 году. Оставаясь известными как Rüfüs в других странах, в Соединённых Штатах они выступали как Rüfüs Du Sol, потому что Rufus был уже занят. В 2018 году они изменили своё название на Rüfüs Du Sol на международном уровне.
Они выступали на Byron Bay Bluesfest в Нью-Йорке в 2013 году, Splendour in the Grass в Байрон-Бей в 2014 году, Electric Forest Festival на курорте Double JJ в 2016 и 2018 годах, Mountain Sounds (фестиваль) в 2017 году в Нью-Йорке, Coachella в 2016, 2017 и 2019 годах, а также Lollapalooza. Чикаго и Field Day (Sydney festival) в день Нового года в Сиднее в 2019 году.

## Карьера

### 2010—2012: Формирование группы
Группа сформировалась в составе Джона Джорджа, Тайрона Линдквиста и Джеймса Ханта в ноябре 2010 года. 1 января 2011 года они выпустили свой дебютный EP Rüfüs. Их дебютный сингл «We Left» был выпущен 25 июля 2011 года. Два трека с EP, «Paris Collides» и «We Left», одновременно заняли 8 и 13 места в чартах Hype Machine, а клип на песню «We Left» был номинирован как один из 12 финалистов на международном конкурсе Vimeo Awards 2012 за лучшее музыкальное видео.
В апреле 2012 года они выпустили свой второй EP Blue. The double A-sided single «This Summer»/«Selena» was released on 16 July 2012.

### 2013—2014:Atlas
Их дебютный студийный альбом, Atlas, был выпущен 9 августа 2013 года. Он дебютировал на 1 месте в Australian Albums Chart 25 августа 2013 года. Ему предшествовал «Take Me» в качестве лид-сингла 8 марта 2013 года, и «Desert Night» в качестве второго сингла 2 августа 2013 года. «Tonight» был выпущен в качестве третьего сингла 22 ноября 2013 за которым последовал «Sundream» в качестве четвёртого сингла 21 марта 2014 года.

### 2015—2017:Bloom
В июне 2015 года RÜFÜS выпустили «You Were Right», ведущий сингл с их предстоящего второго альбома. Он занял 22 место в австралийском ARIA Singles Chart и был сертифицирован как дважды платиновый. Альбом Bloom был выпущен в январе 2016 года и стал вторым номерным альбомом группы.

### 2018—2020:SolaceиSolace Remixed
В мае 2018 года группа сменила своё австралийское название на Rüfüs Du Sol. Вокалист Тайрон Линдквист объяснил смену названия: «Думаю, мы не знаем других групп с двумя названиями во всем мире, так что это показалось уместным»." Они выпустили «No Place» 25 мая 2018 года. Позже они выпустили синглы «Underwater» и «Lost in My Mind», а также анонсировали свой третий альбом Solace.

### 2021:Surrender
13 июля 2021 года группа выпустила «Alive», свою первую песню за три года. В заявлении для прессы фронтмен группы Тайрон Линдквист сказал: «В некотором смысле это тяжёлая песня, но в основе её лежит надежда.» Песня «Next to Me» была выпущена 11 августа 2021 года. Джон Джордж сказал, что это «песня о преданности, заботливого сострадания и чистой любви.»
24 сентября 2021 года они выпустили сингл «On My Knees». В тот же день они также анонсировали свой четвёртый студийный альбом Surrender, который был выпущен 21 октября 2021 года.

## Состав группы
- Тайрон Линдквист — вокал, гитара
- Джон Джордж — клавиши
- Джеймс Хант — ударные